# Teodoro el lector

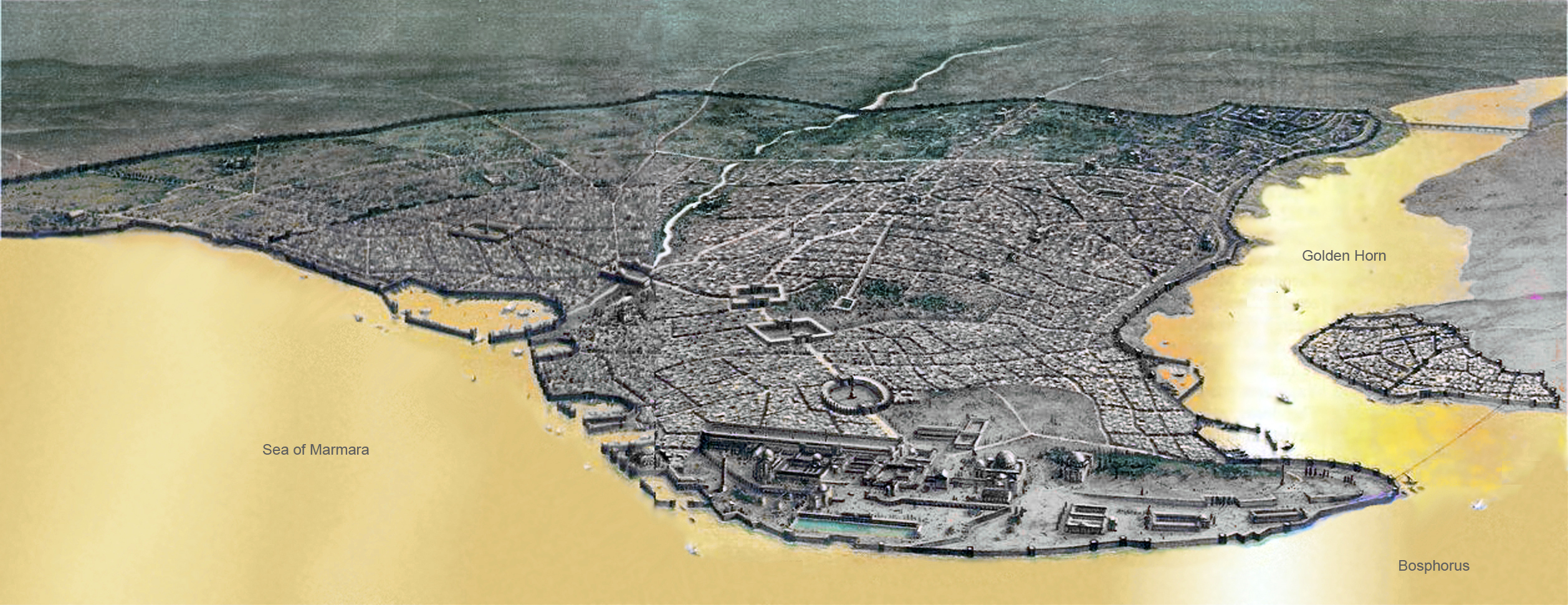
Reconstrucción del aspecto de Constantinopla en la época bizantina.

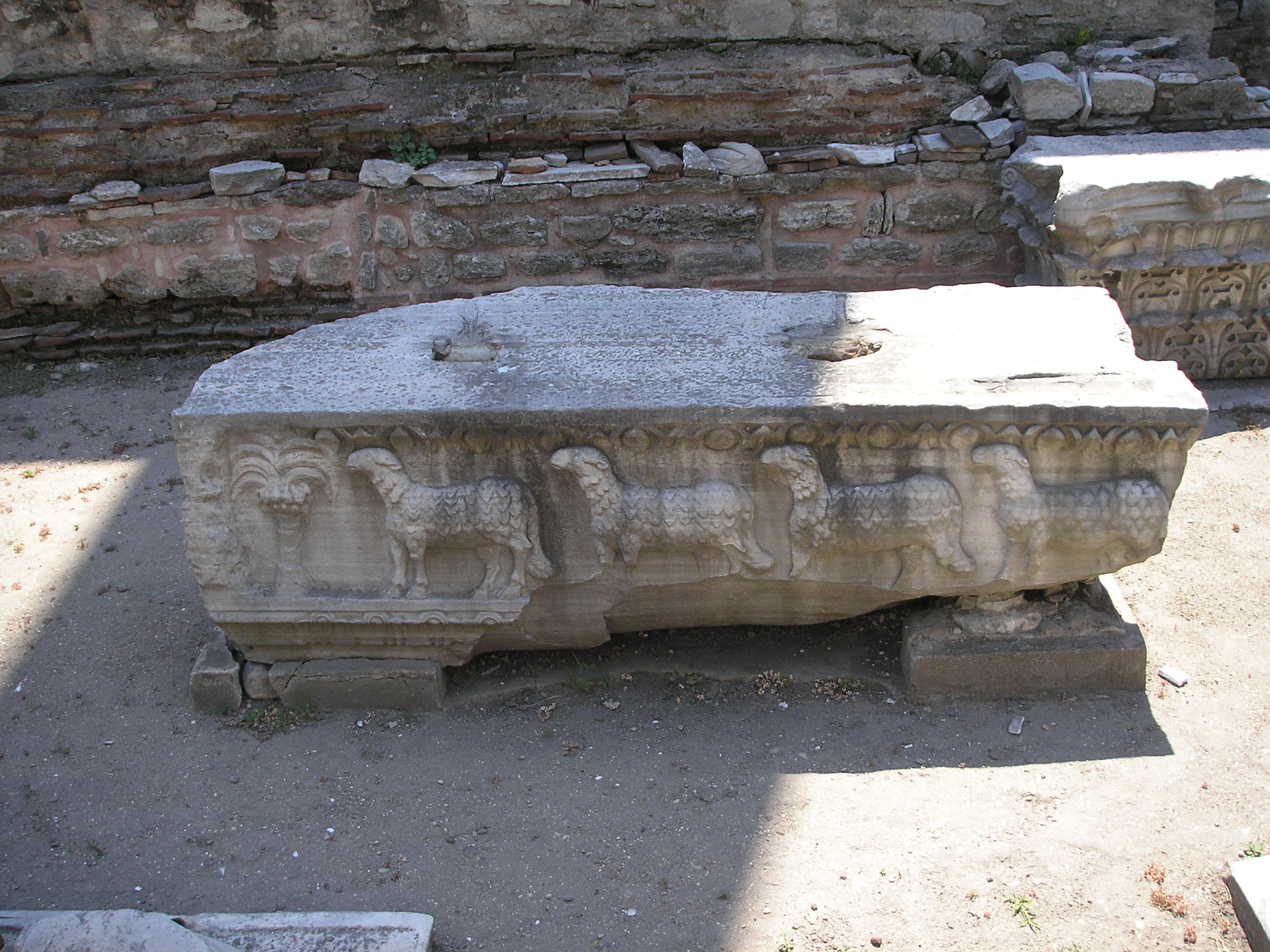
Restos de las esculturas que decoraban la antigua basílica de Santa Sofía. Con anterioridad a su destrucción durante la revuelta de Niká (532), Teodoro había sido lector en esa basílica.

Teodoro el lector o Theodoros Anagnostes (en griego: Θεόδωρος Αναγνώστης) fue lector en la basílica de Santa Sofía de Constantinopla hacia 520-530. Escribió dos obras de historia; una es una colección de fuentes que comienza su relato en 313, con Constantino el Grande y termina en 439, con Teodosio II. La otra sería original del propio Teodoro, y relata los hechos desde la muerte de Teodosio II (450) hasta el comienzo del reinado de Justiniano I (518). El primero de estos trabajos es el más importante, por su valor historiográfico; mientras que el segundo, que solo se ha conservado fragmentariamente, tiene menor mérito, pero es de las pocas fuentes que tratan el periodo.

## Historia Tripartita
Mientras ejerció su cargo de lector en Hagia Sophia, Teodoro recopiló las obras de los historiadores del siglo V Sócrates de Constantinopla (Socrates Scholasticus), Sozomeno y Teodoreto de Ciro, para crear una crónica de historia eclesiástica desde Constantino hasta Teodosio II. La obra es conocida por su título latino: Historia Tripartita. Está dividida en cuatro libros, y recoge las lecturas seleccionadas por Teodoro para cada periodo de la historia que se relata, con notas y comparaciones en los márgenes.

## Historia Ecclesiastica
Con posterioridad, Teodoro continuó con una crónica redactada por él mismo, usando las fuentes de las que disponía para el periodo más cercano. No se conoce la fecha de composición, aunque probablemente fue anterior al año 543, pues de otra manera no sería entendible su referencia a la "santa memoria" de Teodoreto, que fue condenado para esa fecha (Cisma de los Tres Capítulos). La obra no se ha conservado, pero sí fragmentos que se citan en otras crónicas, así como en una obra de San Juan Damasceno y en las actas del Concilio de Nicea II.